# Нижняя Омка (деревня)
Ни́жняя О́мка — деревня в Нижнеомском районе Омской области России. Входит в состав Соловецкого сельского поселения.

## География
Деревня находится в восточной части Омской области, в пределах Барабинской низменности, относящейся к Западно-Сибирской равнине, на берегу реки Омь напротив села Нижняя Омка, административного центра района, на расстоянии 110 км к северо-востоку от города Омск, административного центра области.

### Климат
Климат резко континентальный, со значительными перепадами температур зимой и летом (согласно классификации климатов Кёппена — влажный континентальный климат (Dfb)). Многолетняя норма осадков — 403 мм. Наибольшее количество осадков выпадает в июле — 67 мм, наименьшее в марте — по 13 мм. Среднегодовая температура положительная и составляет + 0,5 °С, среднесуточная температура самого холодного месяца — января − 18,7 °С, самого жаркого — июля + 19,1 °С.

### Часовой пояс
Деревня Нижняя Омка, как и вся Омская область, находится в часовой зоне МСК+3. Смещение применяемого времени относительно UTC составляет +6:00.

## Население
| 2010 |
| ---- |
| 44   |

## Улицы
В деревне имеется одна улица — Центральная.